# ハープスター (アイドルグループ)
ハープスター（HARPSTAR）は、日本の女性アイドルグループである。
2019年に結成。所属事務所は株式会社CLUSTAR.。

## 概要
『平成ラストアイドルオーディション』の応募者1512名から選ばれた7人組で結成された。
こと座の恒星「ベガ（織姫星）」のように輝きたい、というスローガンが名前の由来である。

## 略歴

### 2019年
- 3月31日：TOKYO GIRLS MUSIC FES. 2019（横浜アリーナ）にてお披露目デビューLIVE[2][3]
- 4月
  - 13日、14日：単独公演「STAR.Bright Fes」開催[4]
  - 23日：デビュー曲「アストライアー」音源初公開
  - 29日：AbemaTV FRESH!!!「カレッジフェスタ放送局」レギュラー出演
- 5月
  - 9日：MARQUEE祭出演
  - 16日：渋谷WOMBにて上水口萌乃香・尾崎ヒカル生誕祭開催
  - 21日：公式YouTubeチャンネル開設
- 6月
  - 24日：デビューアルバム発売記念「くじフェス」発売開始[5][6]
  - 29日：アイドルジェネレーション vol.57（OTODAMA SEA STUDIO）出演[7]
- 7月
  - 7日：デビューアルバム「STAR.BRIGHT」発売[6]
  - 16日：AKIBAカルチャーズ劇場にて坂東沙季、本田ひまり生誕祭開催
  - 20日、21日：関ケ原唄姫合戦出演[8]
- 8月
  - 全国武者修行ツアーを大阪、滋賀、名古屋、横浜、東京で開催
  - 24日：@JAM EXPO 2019（横浜アリーナ）出演[9]
  - 31日：高砂ひなた生誕祭開催
- 9月
  - 7～9日：宮古島ツアー開催[10]
  - 16日：「@JAM THE WORLD」ゲストナビゲーターとして出演
  - 29日：単独公演〜デビュー半年記念公演〜
- 10月27日：単独公演×令和1stアイドルオーディション開催[11]
- 11月
  - 9日：ハープスターkitchen開催[12]
  - 23日：初のバスツアーを開催[13]
  - 25日：ビックエコー1日店長を務める[14]。
- 12月
  - 1日：下北沢イカ祭り2019出演[15]
  - 8日：CS日テレプラス「@JAM TV powered by LIVE DAM Ai」出演[16]
  - 9日：公式YouTubeチャンネルにて「君だらけ」MV公開[17]
  - 14日：TOKYO MXテレビ 「アイドル強化合宿〜ハープスターデビュー1年目の挑戦〜」出演[18]
  - 21日：清水杏莉生誕祭開催
  - 26日：新木場スタジオコーストにて単独公演〜デビュー1年目の挑戦〜開催
  - 27日：新木場スタジオコーストにてTOKYO MX×CLUSTAR.フェス開催
  - 31日：社内規定に抵触する行為が認められたため、尾崎ヒカル活動休止・謹慎発表[19]

### 2020年
- 1月
  - 2日：NPP2020にて「ニコニコ生放送、会場パフォーマンス投票」共に1位を獲得
  - 11日：CLUSTAR.フェス開催
  - 26日：ファンクラブ「ハープスター部屋（仮）」開設
- 2月17日：1日より学業のため活動休止していた[20]、上水口萌乃香の卒業が発表される[21]。
- 3月
  - 1日：ハープスターカフェ開催
  - 10日：AKIBAカルチャーズ劇場にて上水口萌乃香卒業ライブ開催[22]
  - 18日：庄司なぎさ卒業発表[23]
  - 31日：SHOWROOMにてデビュー1周年記念配信を行う
- 4月
  - 4日：「モノクロの虹」「アストライアー」の2曲をサブスクリプションサービスにて楽曲配信開始[24][25]
- 7月3日：清水杏莉が家庭の事情により活動休止。サポートメンバーとして、元ラルムーンの海老原みあが加入[26][27]
- 9月
  - 5日：清水杏莉卒業ライブ開催[28]。
  - 19日：奥村ゆう、寺田すず、瀬戸かもよが加入[29]
- 12月23日：瀬戸かもよが脱退[30]。

### 2021年
- 6月9日：生バンドライブ『ロックの日！ハープスター改めロックスター』開催[31]。
- 10月31日：坂東沙季が脱退[32]。

### 2022年
- 1月～3月にかけて全国ツアー『僕がここにいる意味』を開催[33]。

- 3月
  - 15日：1stシングル「僕がここにいる意味」をリリース[34]。
  - 16日：矢口真里の火曜The NIGHTに高砂、尾崎が出演[35]。
  - 20日：池袋harevutaiにて本田ひまり卒業ライブ開催[36]。
  - 22日：『僕がここにいる意味』ツアーファイナルをLIQUIDROOMにて開催。本田は当ライブを持って活動を終了[37]。また、寺田すずのメンバーカラーが緑から桃に変更。新メンバーとして、春川あみ、白石ゆいなの加入が発表[38]。
- 4月10日：有楽町オルタナティブシアターにて『ハープスター3周年ライブ』を開催[38]。

### 2023年
- 3月
  - 1日：寺田すずがグループを卒業[39]。
  - 31日：Spotify O-WESTにて『4th ANNIVERSARY LIVE ~どんなに暗くても,星は輝いている~』を開催
- 5月28日：夏野みれい、七海りつかが加入[40]。
- 5月から8月にかけて全国ツアー｢星空のラブレター｣を開催。（大阪、千葉、神奈川、沖縄、北海道、宮城、福岡、愛知、東京）
- 6月9日：新宿BLAZEにて『ロックの日！ハープスター改めロックスター』を開催
- 7月1日：超NATSUZOME2023 メインステージ争奪戦で2位（現地票審査:1位 Like数審査:1位 配信審査:5位）となり、メインステージ出演権を獲得[41]。
- 8月27日：高砂ひなたが活動を終了[42]。

### 2024年
- 2月23日：白石ゆいなが卒業[43]。
- 7月28日：春川あみが卒業[44]。
- 8月23日：2025年2月24日の現体制終了ライブをもって、全メンバーが卒業することを発表[45]。
- 9月14日：奥村ゆうが卒業[46][47]。
- 9月から12月にかけて、全国ツアー『ハープスター全国ツアー2024 『夜空に咲く星』』を開催[45]。

### 2025年
- 2月24日：現体制終了

## メンバー
| 名前       | よみ          | 生年月日              | 出身地 | カラー | 身長              |                                            |
| ---------- | ------------- | --------------------- | ------ | ------ | ----------------- | ------------------------------------------ |
| 尾崎ヒカル | おざき ひかる | 2001年5月4日（24歳）  | 北海道 | 青     | 165cm             | JKミスコンファイナリスト 2025年2月24日卒業 |
| 夏野みれい | なつの みれい | 2002年2月23日（23歳） | 宮城県 | 白     | 167cm （166.3cm） | 元夕凪プリズム 神矢夏希 2025年2月24日卒業  |
| 七海りつか | ななみ りつか | 2000年7月12日（24歳） | 埼玉県 | 黄     | 163cm             | 元ヒビコレ 陽咲なのは 2025年2月24日卒業    |

### 旧メンバー
| 名前         | よみ              | 生年月日               | 出身地   | 活動期間                       | 備考                                                     |
| ------------ | ----------------- | ---------------------- | -------- | ------------------------------ | -------------------------------------------------------- |
| 上水口萌乃香 | かみなぐち ほのか | 1999年5月16日（25歳）  | 鹿児島県 | 結成 - 2020年3月10日           | 元X21                                                    |
| 庄司なぎさ   | しょうじ なぎさ   | 2000年10月29日（24歳） | 北海道   | 結成 - 2020年4月30日           | 元AKB48 16期研究生 現在SWEET STEADYにて活動中            |
| 海老原みあ   | えびはら みあ     | 2月3日                 |          | 2020年7月4日 - 2020年8月31日   | 元JYA☆PON                                                |
| 清水杏莉     | しみず あんり     | 1999年12月20日（25歳） | 東京都   | 結成 - 2020年9月5日            |                                                          |
| 瀬戸かもよ   | せと かもよ       | 2000年10月4日（24歳）  |          | 2020年9月19日 - 2020年12月23日 |                                                          |
| 坂東沙季     | ばんどう さき     | 2000年7月4日（24歳）   | 徳島県   | 結成 - 2021年10月31日          | 元KissBee Youth 5期生 現ワンダーウィード天（神坂くるみ） |
| 本田ひまり   | ほんだ ひまり     | 2003年7月19日（21歳）  | 熊本県   | 結成 - 2022年3月20日           |                                                          |
| 寺田すず     | てらだ すず       | ????年3月22日          | 滋賀県   | 2020年9月19日 - 2023年3月1日   |                                                          |
| 高砂ひなた   | たかさご ひなた   | 1998年8月24日（26歳）  | 大阪府   | 結成 - 2023年8月27日           | 元ハンバーガーガールZ トマト                             |
| 白石ゆいな   | しらいし ゆいな   | 2003年7月31日（21歳）  | 千葉県   | 2022年3月22日 - 2024年2月23日  |                                                          |
| 春川あみ     | はるかわ あみ     | 2001年9月9日（23歳）   | 福岡県   | 2022年3月22日 - 2024年7月28日  |                                                          |
| 奥村ゆう     | おくむら ゆう     | 2001年6月8日（23歳）   | 千葉県   | 2020年9月19日 - 2024年9月14日  |                                                          |